# Sąd Apelacyjny w Gdańsku
Sąd Apelacyjny w Gdańsku – organ wymiaru sprawiedliwości powołany do rozstrzygania spraw w II instancji, mieszczący się przy ul. Nowe Ogrody 28/29 w Gdańsku.

## Status prawny
Sąd apelacyjny jest państwową jednostką organizacyjną nieposiadającą osobowości prawnej. Wszystko zaczęło się od uchwalonej przez Sejm w 1990 roku Ustawy z dnia 13 lipca o powołaniu sądów apelacyjnych oraz o zmianie ustawy – Prawo o ustroju sądów powszechnych, Kodeks postępowania cywilnego, Kodeks postępowania karnego, o Sądzie Najwyższym, o Naczelnym Sądzie Administracyjnym i o Krajowej Radzie Sądownictwa (Dz.U. z 1990 r. nr 53, poz. 306), której art. 1 ust. 1 brzmi: „Powołuje się sądy apelacyjne jako sądy powszechne”. 
Zasady finansowania i rozliczania odbywają się według zasad określonych dla jednostek budżetowych oraz szczegółowych zasad prowadzenia gospodarki finansowej i działalności inwestycyjnej sądów powszechnych zawartych w rozporządzeniu ministra sprawiedliwości.
Obszar właściwości apelacji gdańskiej:
- Sąd Okręgowy w Gdańsku
- Sąd Okręgowy w Bydgoszczy
- Sąd Okręgowy w Elblągu
- Sąd Okręgowy w Słupsku
- Sąd Okręgowy w Toruniu
- Sąd Okręgowy we Włocławku

## Struktury organizacyjne
Sądy apelacyjne funkcjonują w strukturach sądów powszechnych, które rozstrzygają w drugiej instancji środki odwoławcze od orzeczeń okręgowych sądów, które wydawane są w pierwszej instancji. 
Dotyczy to spraw z zakresu: 
- prawa cywilnego – również gospodarczego, rodzinnego i opiekuńczego przez Wydział I Cywilny,
- prawa karnego – przez Wydział II Karny,
- prawa pracy i ubezpieczeń społecznych – przez Wydział III Pracy i Ubezpieczeń Społecznych,
- sprawowanie nadzoru nad działaniem administracyjnym powszechnych sądów, działalnością notariuszy i organów notarialnego samorządu, działalnością komorników.

W Sądzie Apelacyjnym w Gdańsku utworzono następujący wydziały:
- Wydział I Cywilny.
- Wydział II Karny.
- Wydział III Pracy i Ubezpieczeń Społecznych.
- Wydział IV Wizytacji.
- Wydział V Cywilny.

## Historia
1 lipca 1949 roku utworzono Sąd Apelacyjny w Gdańsku, w którego skład weszły sądy okręgowe w Gdańsku, Gdyni i Elblągu. 1 stycznia 1951 roku Sąd Apelacyjny został przekształcony w Sąd Wojewódzki w Gdańsku. Sądy okręgowe zostały zniesione, a sądy grodzkie przekształcono w sądy powiatowe.
1 października 1990 roku utworzono Sąd Apelacyjny w Gdańsku, który obejmował województwa: gdańskie, bydgoskie, elbląskie, sieradzkie i koszalińskie, toruńskie włocławskie. 
Początkowo sędziowie pracowali w siedzibie Sądu Wojewódzkiego, a pracownicy administracyjni wraz z Pełnomocnikiem Ministra ds. Sądu Apelacyjnego w Gdańsku sędzią Januszem Ślężakiem w pomieszczeniach Sądu Rejonowego. Staraniem Pełnomocnika pozyskano budynek przy ul. Nowe Ogrody, do którego w grudniu przeniesiono komórki organizacyjne sądu. W listopadzie 2003 roku rozpoczęto dalszą rozbudowę budynku sądu, która trwała 2 lata.
1 stycznia 2005 roku po utworzeniu apelacji szczecińskiej wyłączono obszar właściwości Sądu Okręgowego w Koszalinie.
Prezesi Sądu Apelacyjnego:
1991–1995. Janusz Ślężak.
1995–2003. Kazimierz Bonik.
2003–2007. Katarzyna Jankowska-Józefiak.
2007–2011. Kazimierz Klugiewicz.
2011–2017. Anna Skupna.
2017–2018. Jacek Grela.
2019– nadal Artur Lesiak.